# 287
El año 287 (CCLXXXVII) fue un año común comenzado en sábado del calendario juliano, en vigor en aquella fecha.
En el Imperio romano el año fue nombrado como el del consulado de Valerio y Valerio o, menos comúnmente, como el 1040 Ab urbe condita, siendo su denominación como 287 posterior, de la Edad Media, al establecerse el Anno Domini.

## Acontecimientos
- Diocleciano y Maximiano, coemperadores, se convierten en cónsules romanos.
- Diocleciano firma un tratado de paz con Bahram II, rey de Persia, e instala a Tiridates III como rey de Armenia.
- Septiembre: comienza la primera Indicción.

## Fallecimientos
- Cosroes II de Armenia
- Quintín de Vermand
- Sabino de Hermópolis
- Valerio y Rufino